# Ke Huy Quan
Ke Huy Quan (Chinees: 關繼威; Vietnamees: Quan Kế Huy) (Saigon, 20 augustus 1971) is een Amerikaanse acteur van Chinese en Vietnamese oorsprong. Hij is vooral bekend van de rol van Short Round in de film Indiana Jones and the Temple of Doom uit 1984. Quan won in 2023 de Oscar filmprijs van Beste acteur in een bijrol met de film Everything Everywhere All at Once.

## Carrière
De tweede film in de Indiana Jones filmseries was zijn eerste job als acteur. Op twaalfjarige leeftijd werd Quan na een open auditie gekozen om naast Harrison Ford mee te spelen. Een jaar later in 1985 speelde hij de rol van de jonge uitvinder Richard "Data" Wang in een alweer succesvolle film, The Goonies.
Eens volwassen vond Quan moeilijker acteerrollen in de Verenigde Staten en ging aan de slag als stuntchoreograaf. Geïnspireerd door het succes van de film Crazy Rich Asians uit 2018 waagde hij opnieuw zijn kans als acteur en verkreeg onder meer een rol naast Michelle Yeoh in de geprezen film Everything Everywhere All at Once uit 2022. Hiervoor kreeg hij in 2023 op de 95ste Oscaruitreiking de filmprijs voor Beste acteur in een bijrol.

## Filmografie

### Films
| Jaar | Titel                                | Rol                 |
| ---- | ------------------------------------ | ------------------- |
| 2022 | Everything Everywhere All at Once    | Waymond Wang        |
| 2021 | Finding 'Ohana                       | George Phan         |
| 2002 | Second Time Around                   | Sing Wong           |
| 1997 | Red Pirate                           | Ko-Wei Kuan         |
| 1992 | Encino Man                           | Kim                 |
| 1991 | Breathing Fire                       | Charlie Moore       |
| 1987 | Passenger: Sugisarishi hibi          | Rick                |
| 1985 | The Goonies                          | Richard "Data" Wang |
| 1984 | Indiana Jones and the Temple of Doom | Short Round         |

### Televisie
| Jaar      | Titel                 | Rol                         | Toelichting     |
| --------- | --------------------- | --------------------------- | --------------- |
| 2023      | American Born Chinese | Freddy Wong                 |                 |
| 2023      | Loki                  | Ouroboros / Ph.D. A.D. Doug | 6 afleveringen  |
| 1991      | Tales from the Crypt  | Josh                        | 1 aflevering    |
| 1990-1991 | Head of the Class     | Jasper Kwong                | 27 afleveringen |
| 1986-1987 | Nothing Is Easy       | Sam                         | 19 afleveringen |